# Lissac-et-Mouret

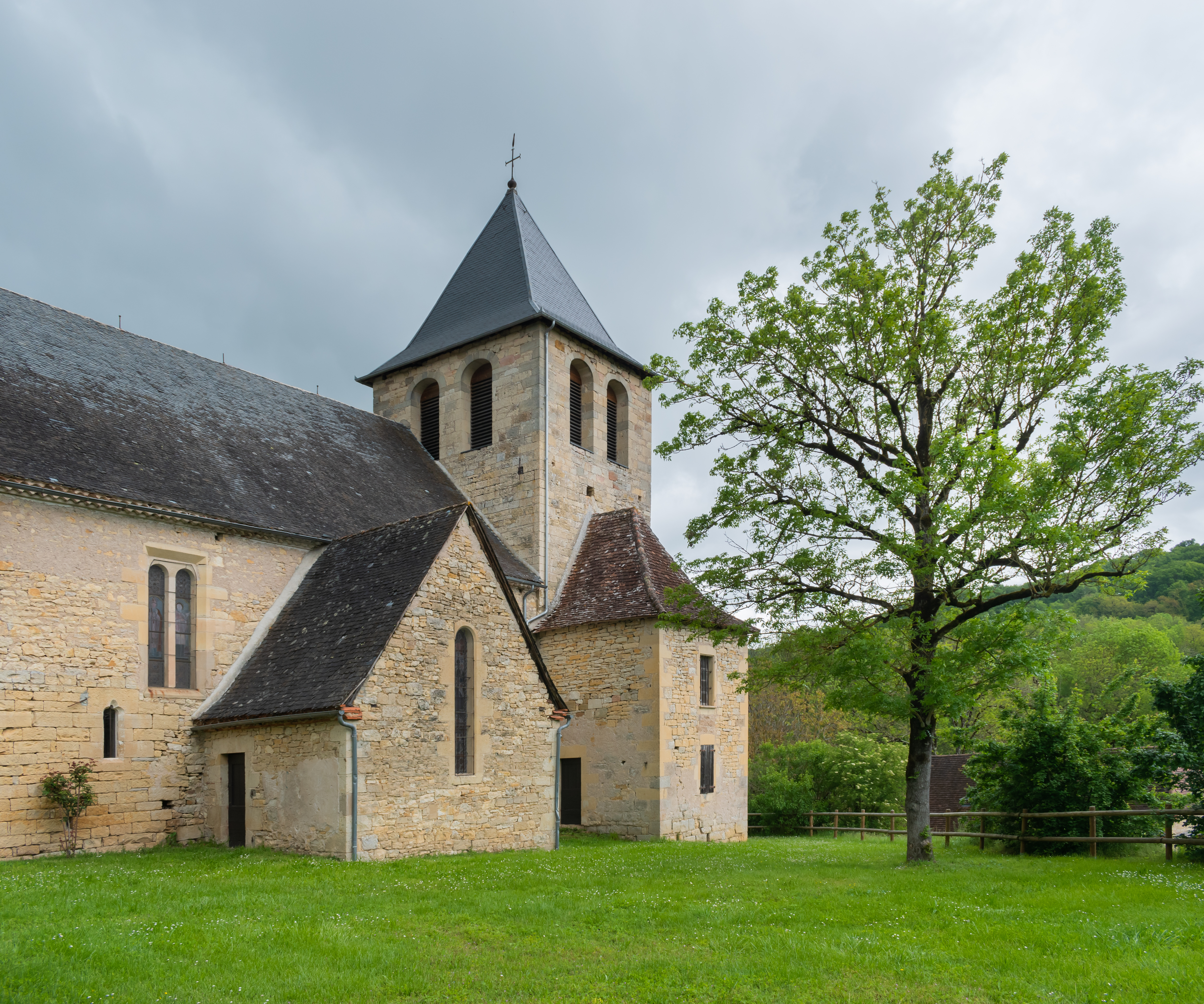

Lissac-et-Mouret ist eine französische Gemeinde mit 943 Einwohnern (Stand 1. Januar 2022) im Département Lot in der Region Okzitanien. Sie gehört zum Arrondissement Figeac und zum Kanton Figeac-1.
Nachbargemeinden sind Fons im Norden, Camburat im Nordosten, Figeac im Osten, Camboulit im Süden und Cambes im Westen.

## Bevölkerungsentwicklung
| Jahr      | 1962 | 1968 | 1975 | 1982 | 1990 | 1999 | 2008 | 2018 |
| --------- | ---- | ---- | ---- | ---- | ---- | ---- | ---- | ---- |
| Einwohner | 486  | 480  | 557  | 681  | 751  | 786  | 914  | 918  |

## Geschichte
In Lissac in der späteren Gemeindegemarkung von Lyssac-et-Mouret befand sich ein Priorat der Zisterzienserinnenabtei Leyme.